# Ціна любові до тебе
«Ціна любові до тебе» (ісп. El precio de amarte) — мексиканський телесеріал 2024 року у жанрі драми та створений компанією TelevisaUnivision. В головних ролях — Маркус Орнеллас, Скарлет Ґрюбер, Алехандра Баррос, Хорхе Поса, Енок Леаньйо. Перша серія вийшла в ефір 2 вересня 2024 р. Серіал має 1 сезон. Завершився 50-м епізодом, який вийшов у ефір 8 листопада 2024 р. Продюсер серіалу — Кармен Армендаріс. Серіал є адаптацією португальського серіалу «Хоробра земля», 2019 р.

## Сюжет
Історія Діогу/Родріго, поліцейського, який проводить розслідування та збирається протистояти жінці, яку вважає винною у смерті своїх батьків.

## Актори та ролі
| Актор               | Роль                               |
| ------------------- | ---------------------------------- |
| Маркус Орнеллас     | Родріго Сарате / Діого Коваррубіас |
| Хуанпа Моліна       | Діого в дитинстві                  |
| Скарлет Ґрюбер      | Амелія Феррейра Салдівар           |
| Айнара Каміла       | Амелія в дитинстві                 |
| Алехандра Баррос    | Едуарда Салдівар де Феррейра       |
| Хорхе Поса          | Іван Франко                        |
| Енок Леаньйо        | Гектор Сарате                      |
| Ракель Гарса        | Перпетуа Баррієнтос                |
| Урсула Прунеда      | Армінда Баррієнтос де Круз         |
| Алехандра Амбросі   | Катя Фігероа                       |
| Антон Араїза        | Франциско Феррейра                 |
| Хуан Карлос Баррето | Томас Франко                       |
| Вероніка Хаспеадо   | Розета Сальдівар                   |
| Рубен Самора        | Енріке Толедо                      |
| Ігнасіо Ґвадалупе   | Норберто Круз                      |
| Габріель Поррас     | Хорхе Нієто                        |

## Сезони
| Сезон | Епізоди | Епізоди | Оригінальний показ | Оригінальний показ | Оригінальний показ |
| Сезон | Епізоди | Епізоди | Перший показ       | Останній показ     | Мережа             |
| ----- | ------- | ------- | ------------------ | ------------------ | ------------------ |
| 1     | 50      | 50      | 2 вересня 2024     | 8 листопада 2024   | Las Estrellas      |

## Аудиторія
| Країна трансляції | Сезон | Розклад     | Серії | Перший ефір    | Перший ефір | Останній ефір    | Останній ефір | Середній бал |
| Країна трансляції | Сезон | Розклад     | Серії | Дата           | Дата        | Дата             | Дата          | Середній бал |
| ----------------- | ----- | ----------- | ----- | -------------- | ----------- | ---------------- | ------------- | ------------ |
| Мексика           | 1     | 21:30—22:15 | 50    | 2 вересня 2024 | 2,48        | 8 листопада 2024 | 2,26          | 2,22         |

## Версії
| Рік  | Країна     | Українська назва | Оригінальна назва | Кількість | Кількість | В головних ролях                                                | Компанія     | Канал |
| Рік  | Країна     | Українська назва | Оригінальна назва | сезонів   | серій     | В головних ролях                                                | Компанія     | Канал |
| ---- | ---------- | ---------------- | ----------------- | --------- | --------- | --------------------------------------------------------------- | ------------ | ----- |
| 2019 | Португалія | Хоробра земля    | Terra Brava       | 1         | 361       | Жоао Катарре, Маріана Монтейру, Марія Жуан Луїс, Ренато Годінью | SP Televisão | SIC   |